# Nupserha fumata
Nupserha fumata är en skalbaggsart som först beskrevs av Lucas Friedrich Julius Dominikus von Heyden 1897.  Nupserha fumata ingår i släktet Nupserha och familjen långhorningar. Inga underarter finns listade i Catalogue of Life.